# د باربرین
د باربرین (انگلیسی: The Barbarian؛ زادهٔ ۶ سپتامبر ۱۹۵۸) ریکیشی، و کشتی‌گیر کشتی حرفه‌ای اهل تونگا است.